# Nikołaj Kowalkow
Nikołaj Aleksandrowicz Kowalkow, ros. Николай Александрович Ковальков (ur. 30 września 1851, zm. po 1927 w Polsce) – rosyjski wojskowy (generał porucznik), emigrant.
W 1871 ukończył Korpus Paziów, po czym służył w stopniu korneta w Pułku Kawalergardzkim. W 1875 r. awansował na porucznika, zaś w 1877 r. sztabsrotmistrza. Od 1878 r. dowodził oddziałem szkoleniowym Pułku. W 1880 mianowano go rotmistrzem. W 1881 r. został dowódcą 2 Szwadronu Pułku. W 1889 r. awansował na pułkownika. W 1890 r. odszedł ze służby wojskowej jako oficer rezerwy lejbgwardii Pułku Pawłowskiego. Od 1891 r. służył w Samodzielnym Korpusie Żandarmów w charakterze sztabsoficera do specjalnych poruczeń dowódcy formacji. W 1896 r. przeszedł do lejbgwardii Moskiewskiego Pułku Dragonów. Od 1898 r. pełnił służbę w Sumskim Pułku Dragonów. W tym samym roku objął dowództwo 42 Mitawskiego Pułku Dragonów. W 1900 r. mianowano go generałem majorem, po czym został dowódcą 2 Brygady 12 Dywizji Kawalerii. Wkrótce został dowódcą 1 Brygady 14 Dywizji Kawalerii. W 1907 r. odszedł do rezerwy w stopniu generała porucznika. 
Po wybuchu I wojny światowej powrócił do służby wojskowej, ale przez cały okres działań wojennych pozostawał pod zwierzchnictwem dowódcy Warszawskiego Okręgu Wojskowego. Po rewolucji bolszewickiej 1917 r. przybył do Polski, gdzie zamieszkał. W 1927 wstąpił do Związku Rosyjskich Inwalidów Wojennych. Dalsze jego losy są nieznane.